# Boljare (Vlasotince)
Pour les articles homonymes, voir Boljare.
Boljare (en serbe cyrillique : Бољаре) est une localité de Serbie située dans la municipalité de Vlasotince, district de Jablanica. En 2002, elle comptait 1 001 habitants.
Boljare est situé sur la rive droite de la Vlasina, un affluent droit de la Južna Morava.

## Démographie

### Évolution historique de la population
| 1948 | 1953 | 1961 | 1971 | 1981 | 1991 | 2002 | 2011  |
| ---- | ---- | ---- | ---- | ---- | ---- | ---- | ----- |
| 640  | 700  | 714  | 681  | 740  | 795  | 983  | 1 001 |

|  |